# ویلهمینا فن برمن
ویلهمینا فن برمن (آلمانی: Wilhelmina von Bremen؛ ۱۳ اوت ۱۹۰۹ – ۱۶ ژوئیه ۱۹۷۶) دونده اهل ایالات متحده آمریکا بود.
وی در مسابقات کشوری و بین‌المللی در مجموع برندهٔ ۱ مدال طلا، ۱ مدال برنز شده‌است.